# Phycus bicolor
Phycus bicolor är en tvåvingeart som beskrevs av Krober 1911. Phycus bicolor ingår i släktet Phycus och familjen stilettflugor.
Artens utbredningsområde är Bolivia. Inga underarter finns listade i Catalogue of Life.